# Движение Солнца и планет по небесной сфере
Движения Солнца и планет по небесной сфере отображают лишь их видимые, то есть кажущиеся земному наблюдателю движения. При этом любые движения светил по небесной сфере не являются связанными с суточным вращением Земли, поскольку последнее воспроизводится вращением самой небесной сферы.

## Движение Солнца
Солнце движется почти равномерно (почти — из-за эксцентриситета орбиты Земли) по большому кругу небесной сферы, называемому эклиптикой, с запада на восток (то есть в сторону, противоположную вращению небесной сферы), совершая полный оборот за один сидерический год (365,2564 дня). Сидерический год отличается от тропического года, определяющего смену сезонов, вследствие прецессии земной оси (см. Предварение равноденствий).

### Изменение экваториальных координат Солнца
Когда Солнце находится в точке весеннего равноденствия, его прямое восхождение и склонение равны нулю. С каждым днём прямое восхождение и склонение Солнца увеличиваются, и в точке летнего солнцестояния прямое восхождение становится равным 90° (6h), а склонение достигает максимального значения +23°26′. Далее, прямое восхождение продолжает увеличиваться, а склонение уменьшается, и в точке осеннего равноденствия они принимают значения 180° (12h) и 0°, соответственно. После этого, прямое восхождение по-прежнему увеличивается и в точке зимнего солнцестояния становится равным 270° (18h), а склонение достигает минимального значения −23°26′, после чего вновь начинает расти.

## Верхние и нижние планеты
В зависимости от характера движения по небесной сфере, планеты Солнечной системы делятся на две группы: нижние (Меркурий, Венера) и верхние (все остальные планеты, кроме Земли). Это исторически сохранившаяся терминология; также используются более современные термины — внутренние и внешние (по отношению к орбите Земли) планеты.
Во время видимого движения нижних планет у них происходит смена фаз, как у Луны:34-35. При видимом движении верхних планет смены фаз у них не происходит, они всё время повёрнуты к земному наблюдателю своей освещённой стороной. Если же наблюдатель, например, АМС, находится, скажем, не на Земле, а за орбитой Сатурна, то кроме смены фаз у Меркурия и Венеры, он сможет наблюдать смену фаз у Земли, Марса, Юпитера и Сатурна.

### Движение нижних планет
В своём движении по небесной сфере Меркурий и Венера никогда не уходят далеко от Солнца (Меркурий — не дальше 18° — 28°; Венера — не дальше 45° — 48°) и могут находиться либо к востоку, либо к западу от него. Момент наибольшего углового удаления планеты к востоку от Солнца называется восточной или вечерней элонгацией; к западу — западной или утренней элонгацией.
При восточной элонгации планета видна на западе вскоре после захода Солнца. Двигаясь с востока на запад, то есть попятным движением, планета сначала медленно, а потом быстрее, приближается к Солнцу, пока не скрывается в его лучах. Этот момент называется нижним соединением (планета проходит между Землёй и Солнцем). Спустя некоторое время её становится видно на востоке незадолго до восхода Солнца. Продолжая попятное движение, она достигает западной элонгации, останавливается и начинает двигаться с запада на восток, то есть прямым движением, догоняя Солнце. Догнав его, она снова становится невидимой — наступает верхнее соединение (в этот момент Солнце оказывается между Землёй и планетой). Продолжая прямое движение, планета вновь достигает восточной элонгации, останавливается и начинает попятное движение — цикл повторяется.

### Движение верхних планет
У верхних планет также чередуются прямое и попятное движение. Когда верхняя планета видна на западе вскоре после захода Солнца, она движется по небесной сфере прямым движением, то есть в ту же сторону, что и Солнце. Однако скорость движения верхней планеты по небесной сфере всегда меньше, чем у Солнца, поэтому наступает момент, когда оно догоняет планету — происходит соединение планеты с Солнцем (последнее оказывается между Землёй и планетой). После того, как Солнце обгонит планету, её становится видно на востоке, перед восходом Солнца. Скорость прямого движения постепенно уменьшается, планета останавливается и начинает перемещаться среди звёзд с востока на запад, то есть попятным движением. В середине дуги своего попятного движения планета находится в точке небесной сферы, противоположной той, где в этот момент находится Солнце. Это положение называется противостоянием (Земля находится между Солнцем и планетой). Через некоторое время планета снова останавливается и меняет направление своего движения на прямое — и цикл повторяется.
Расположение планеты на 90° к востоку от Солнца называется восточной квадратурой, а на 90° к западу — западной квадратурой.

### Средние значения дуг попятных движений
Планеты имеют следующие средние величины дуг попятных движений: Меркурий — 12°, Венера — 16°, Марс — 15°, Юпитер — 10°, Сатурн — 7°, Уран — 4°, Нептун — 3°, Плутон — 2°.